# Campeonato Europeo de Rugby League 1955/56
El Campeonato Europeo de Rugby League de 1955/56 fue la decimoquinta edición del principal torneo europeo de Rugby League.

## Equipos
- Francia
- Inglaterra
- Otras Nacionalidades (Selección formada por jugadores de Australia, Fiyi, Irlanda, Nueva Zelanda y Sudáfrica).

## Posiciones
| Equipo               | Encuentros | Encuentros | Encuentros | Encuentros | Tantos  | Tantos    | Tantos     | Puntos |
| Equipo               | jugados    | ganados    | empatados  | perdidos   | a favor | en contra | diferencia | Puntos |
| -------------------- | ---------- | ---------- | ---------- | ---------- | ------- | --------- | ---------- | ------ |
| Otras Nacionalidades | 2          | 0          | 0          | 0          | 65      | 35        | +30        | 4      |
| Francia              | 2          | 1          | 0          | 1          | 42      | 41        | +1         | 2      |
| Inglaterra           | 2          | 0          | 0          | 2          | 25      | 56        | -31        | 0      |

Nota: Se otorgan 2 puntos al equipo que gane un partido, 1 al que empate y 0 al que pierda.
|  | Campeón |

## Resultados
| 12 de septiembre de 1955 | Inglaterra | 16 - 33 | Otras Nacionalidades |  |  |

| 19 de octubre de 1955 | Otras Nacionalidades | 32 - 19 | Francia |  |  |

| 10 de mayo de 1956 | Francia | 23 - 9 | Inglaterra |  |  |

| Campeón Otras Nacionalidades |
| Segundo título               |